# تيودورو غارسيا
تيودورو غارسيا (بالإسبانية: Teodoro José Tirado García)‏ (16 يوليو 1985 بمدريد في إسبانيا - ) هو لاعب كرة قدم إسباني في مركز الوسط. لعب مع بونفيرادينا وريال أوفييدو وريال بلد الوليد ب وريال بلد الوليد ونادي أموريبايتا ونادي أوريويلا ونادي بونتيفيدرا ونادي كارتاخينا ونادي فياريال ب وArroyo CP ‏ وÁguilas CF ‏ ونادي ديبورتيفو إيبرو ونادي كاسيرينو.

## وصلات خارجية
- تيودورو غارسيا على موقع قاعدة بيانات كرة القدم.إي يو (الإنجليزية)
- تيودورو غارسيا على موقع Soccerway.com (الإنجليزية)